# TEA (текстовый редактор)
TEA Text Editor — текстовый редактор. Отличается большим количеством функций и несколько необычным интерфейсом. В частности выполняет многие функции файлового менеджера и программы для просмотра изображений.
Написан на C++ с использованием Qt и компилируется в один относительно небольшой исполняемый файл. Работает под управлением Linux, Windows, macOS, Haiku, а также OS/2. Распространяется на условиях GPL.
Редактор доступен в репозитории ряда дистрибутивов Linux, включая Debian и Ubuntu.

## Возможности редактора
Текстовый редактор поддерживает подсветку синтаксиса для языков разметки, таких, как LaTeX, DocBook, вики-разметку MediaWiki, языка XML и HTML/XHTML а также LilyPond и Lout. К числу поддерживаемых языков программирования (универсальных и специализированных) относятся AWK, C, C++, Bash, BASIC, C#, D, Fortran, Java , Lua , NASM, NSIS, Pascal, Perl, PHP, R, Seed7, Vala, Verilog а также PO-файлы переводов для gettext.
Поддерживаются многодокументный интерфейс с вкладками, базовые функции редактирования и проверка орфографии, навигацию по закладкам, работу со сниппетами и большой набор специализированных функций: от инструментов работы с HTML, до поддержки азбуки Морзе. Специальный, автоматически сохраняемый файл crapbook.txt (в русском варианте интерфейса открываемый с помощью пункта меню «Фигня») служит для оперативного хранения различных заметок и фрагментов текста и может служить простой заменой менеджера буфера обмена такого, как Parcellite для linux.
Достаточно богатые встроенные возможности редактора можно расширить с помощью написанных на установленных в системе скриптовых языках (Python, Perl, Ruby и Bash), плагинов, написанных на QML, а также путём написания xml-файлов, содержащих правила подсветки синтаксиса.

## Интерфейс
Общая логика интерфейса TEA слегка напоминает таковую в легковесном IDE Geany.
Текущий режим работы редактора выбирается посредством выбора одной из вертикально расположенных вкладок: вкладка «правка», для собственного текстового редактора, вкладка «файлы» для менеджера файлов и изображений, вкладка «наладка» для конфигурирования программы, вкладка «даты» для календаря-органайзера и вкладка «руководство», позволяющая ознакомится с документацией для пользователей программы.
Панель инструментов под строкой меню содержит только ярлыки для базовых задач редактирования и не подлежит настройке, однако интерфейс программы позволяет «отцеплять» отдельные группы программного меню, открывая их копии как отдельные окна-панели, позиции которых сохраняются между сеансами. Состав меню зависит от текущего режима работы редактора.
В нижней части окна программы находится окно «логмемо», куда выводятся все предупреждения редактора, различные информационные сообщения (например об открытии и сохранении файлов) и результат работы некоторых функций обработки текста. Под ней — так называемое «знаменитое поле ввода» (ЗПВ) куда вводятся значения для поиска и замены и некоторых других функций обработки текста. Функция поиска работает также в режиме просмотра документации, конфигурирования (для поиска элементов меню, для настройки горячих клавиш) и файлового менеджера. В нижней части окна программы находится строка состояния, содержимое которого настраивается в панели «наладка».

## Комментарии
1. ↑  В официальном руководстве на русском языке файловый менеджер назван файловым приказчиком
2. ↑  Сниппеты хранятся в виде текстовых файлов в специальной папки, куда легко перейти по соответствующей закладке во встроенном менеджере файлов и/или в панели выбора имени сохраняемого файла.
3. ↑  Начиная с версии 44.0, вышедшей 21 мая 2017 года, файловый менеджер поддерживает массовое переименование файлов.
4. ↑  образец поиска и строка замены разделяются значком тильды (~).